# شب‌بویان

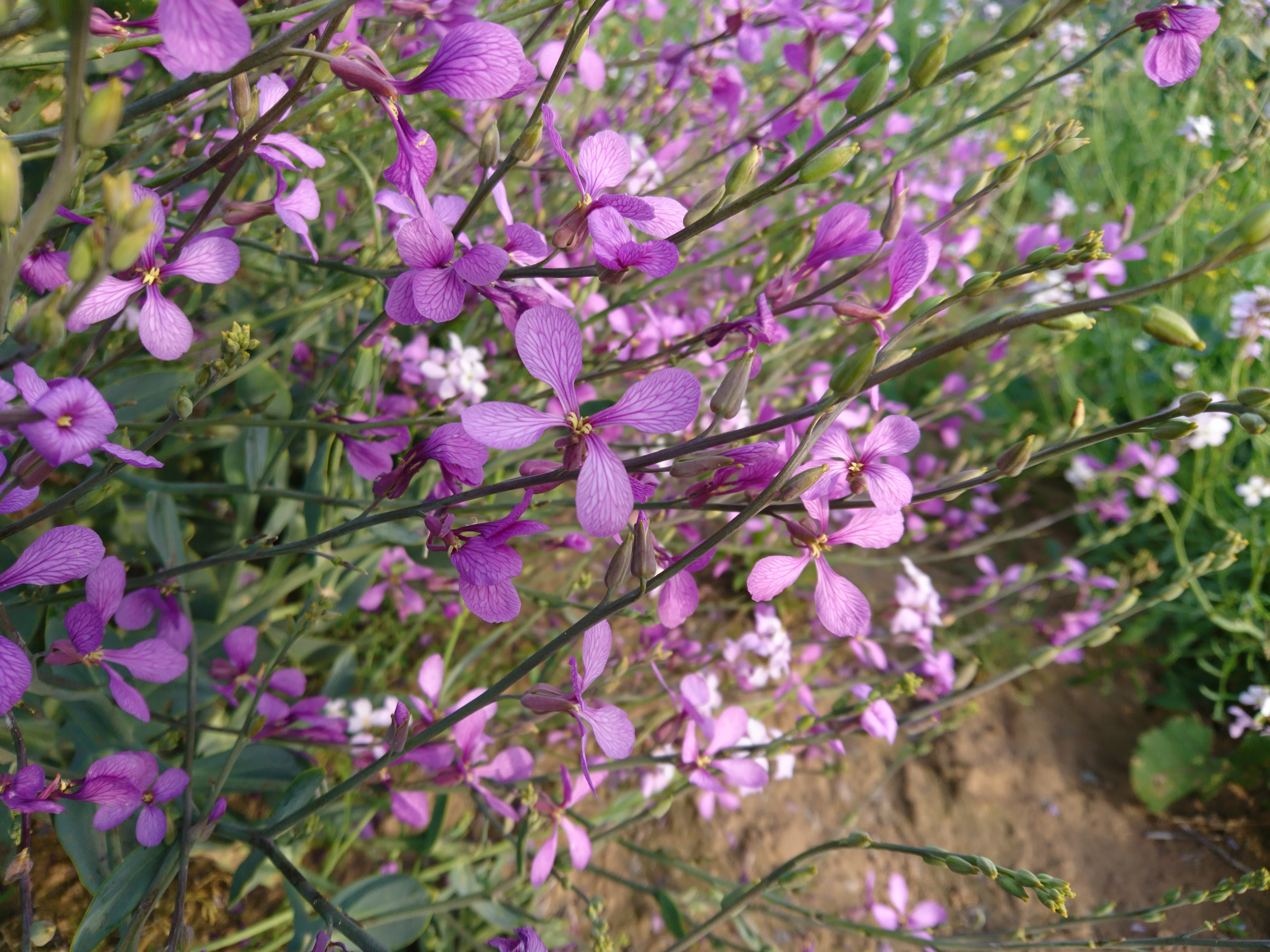
کلمو (گُوگوش/ɡoʊguʃ) خودرو، بهبهان

شَب‌بویان (به انگلیسی: Brassicaceae) یا کَلَمیان نام تیره‌ای از گیاهان است. این تیره را چلیپائیان (Cruciferae) و تیره شلغم هم نامیده‌اند.
سردهٔ کلمی‌ها (Brassica) (براسیکا) از این تیره است.

### سبزیجات چلیپائی
در مورد سبزیجات چلیپائی، که مربوط به این گونه‌های گیاهی به عنوان غذا و ماده غذایی هستند، به مقاله مربوطه (سبزیجات چلیپائی) مراجعه کنید.